# 1108 (numero)
Millecentootto (1108) è il numero naturale dopo il 1107 e prima del 1109.

## Proprietà matematiche
- È un numero pari.
- È un numero composto da 6 divisori: 1, 2, 4, 277, 554, 1108. Poiché la somma dei suoi divisori (escluso il numero stesso) è 828 < 1108, è un numero difettivo.
- È un numero palindromo e un numero ondulante nel sistema numerico esadecimale (454).
- È parte delle terne pitagoriche (460, 1008, 1108), (831, 1108, 1385), (1108, 76725, 76733), (1108, 153456, 153460), (1108, 306915, 306917)